# 拜雅
拜雅，原名拜亚动力（德語：beyerdynamic GmbH & Co. KG）是世界著名的音频设备品牌，创立于德国。产品包括麥克風、耳机、無線音訊設備與會議音訊系統等，其中以耳机和麥克風最为知名。自1924年創立後一直為家族企業，與Shure及 RG Jones Sound Engineering 同為世界上最老的音響設備公司之一，多數拜亞動力為德國製。

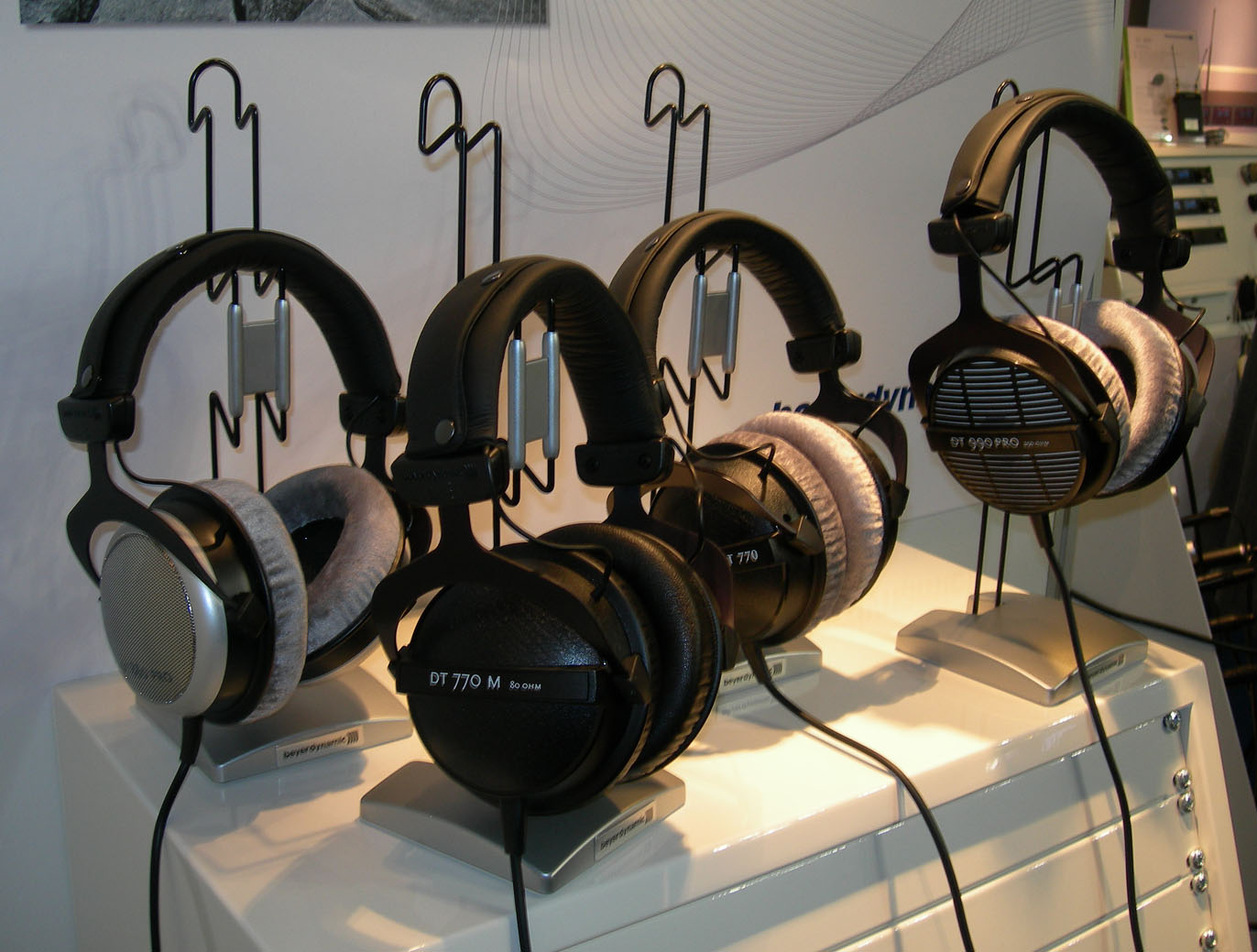
耳机：DT 880 PRO, DT 770 M, DT 770, DT 990 PRO

拜亚动力在1924年创立于德国柏林，名字来源于创始人尤根-拜亚（Eugen Beyer）。公司最早以制作扬声器为主，后逐渐在麦克风领域成名。公司的管理部门为国际市场部、技术开发部、生产部、检测與品質管理部、储运部，共有300名员工。此外还拥有一个技工学校，工人在工作前必须经过3年培训。
2025年6月6日，中國耳機代工公司佳禾智能宣佈擬以1.22億歐元收購拜雅公司。

## 歷史
在1920年代，德國拜亞動力創辦人兼科學家尤根·拜雅認為電影產業具有音響系統商機，於1924年為電影播放用喇叭作為該公司第一個產品。並在1930年末推出該公司第一副耳機。第二次世界大戰期間暫時關閉產線, 並於1948年拜耳動力於德國海布隆建立廠房重啟生產線。於50年代推出著名產品"Stielhörer" DT 49。1962年的"transistophone"為該公司推出的第一個電晶體無線麥克風。披頭四於1966年德國巡迴演唱會使用E-1000麥克風。Elton John, ABBA及Stevie Wonder皆使用拜耳動力公司產品收錄歌聲。於1985年拜耳動力併購其北美經銷商Burns Audiotronics成為拜耳動力北美子公司，因此拜耳動力在美國紐約 Farmingdale 擁有自己的辦公室總部。
1988年首爾奧運的所有媒體播報臺均使用拜耳動力製造的頭戴式裝備。在1999年,位於柏林的新 德國聯邦議院 採用拜耳動力的數位 麥克風。德國 足球世界盃使用 DT 297 頭戴式耳機。。近期，拜耳動力發表TG1000數位無線系統。

## 产品线
拜亚目前的产品分为四个系列，分别为会议产品、音乐及演出、广播录音、消费品产品。其中麥克風产品最为丰富，有动圈、电容、无线、数位等类型；同时，拜亚动力是全球少数仍生产鋁帶式麥克風的厂家之一。除此以外，还有耳機、会议系统、自动调音台等产品。比较知名的当代产品有经典HiFi耳机如DT990 Premium、DT880 Premium、DT860、DT770 Premium、DT660、DT440、DT235等，特斯拉(Tesla)技术的HiFi耳机系列如T1、T5p、T90、T70、T70p、T51p、McIntosh MHP1000、Amiron Home、Custom客制化系列等；监听耳机（耳麥）如DT990pro、DT880pro、DT770pro/DT770m（DT700系列耳麥）、DT250（DT200系列耳麥）、DT150、DT100（DT100系列耳麥）、DT48，及監聽耳機的特斯拉化版本如DT1990pro、DT1770pro、DT1350等；於2016年底推出的Tesla入耳式動圈旗艦Xelento；HS系列主動式降噪耳麥；A、H系列立體聲、環繞聲耳機放大器；TG系列有線话筒、Opus系列無線系统、有線及無線會議系統、2021年末推出的Pro X系列為創作者取向系統。